# Gerda Hollunder

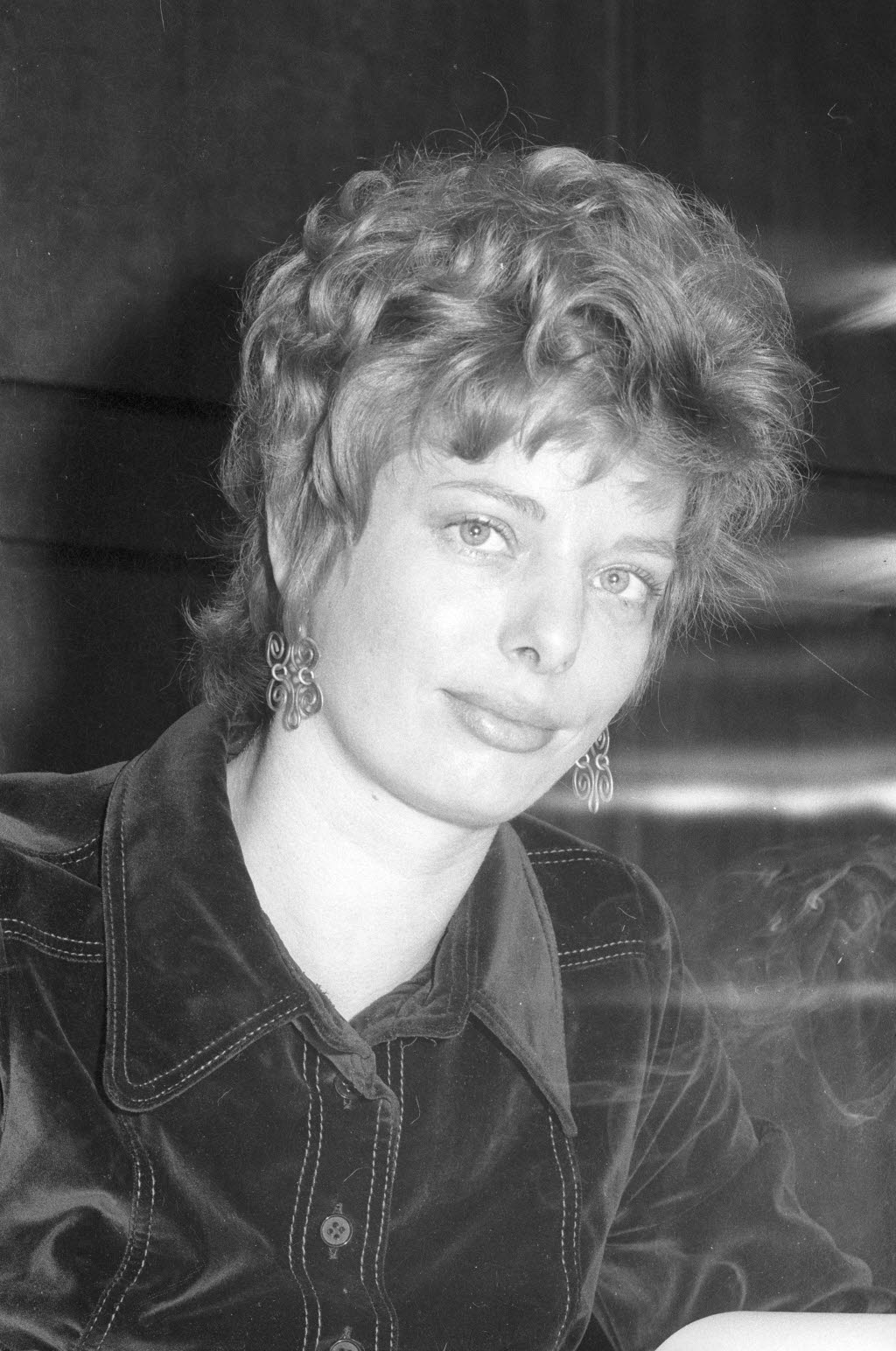
Gerda Hollunder (1971)

Gerda Hollunder (* 1940 in Beuthen, Oberschlesien) ist eine deutsche Journalistin und ehemalige Programmdirektorin des Deutschlandradio Berlins.

## Leben
Gerda Hollunder machte das Abitur in Marl. Im Anschluss folgte von 1960 bis 1963 eine Lehre zur Buchhändlerin in Essen. Von 1963 bis 1969 studierte Hollunder Germanistik und Geschichte an der Universität München.
Von 1969 bis 1971 war Gerda Hollunder freie Mitarbeiterin beim Bayerischen Rundfunk, arbeitete im Redaktionsteams der Radiosendung „Notizbuch“ und konzipierte zusammen mit Magda Gatter die Frauensendung „Dampftopf“, die die Themen Frauen, Arbeitswelt, Gesellschaft und Politik behandelte.
1971 wurde Gerda Hollunder Hörfunkredakteurin in der Abteilung Frauen-, Kinder- und Jugendfunk beim Westdeutschen Rundfunk in Köln. 1974 war sie Referentin im Bundesministerium für Jugend, Familie, Frauen und Gesundheit (heute Bundesfamilienministerium) und koordinierte dort die Öffentlichkeitsarbeit für das „Jahr der Frau“. Von 1982 bis 1984 übernahm sie die Leitung der Redaktionsgruppe Familie und Gesellschaft und war ab 1986 ein Jahr lang freigestelltes Personalratsmitglied und stellvertretende Vorsitzende der Personalvertretung.
Von 1987 bis 1991 war Gerda Hollunder Leiterin der Programmgruppe Familie und Gesellschaft und von 1991 bis 1994 leitete sie den Programmbereich Kultur, Hörspiel und Unterhaltung im WDR-Hörfunk. 1995 wechselte sie zum Deutschlandradio Berlin und war dort bis 2004 Programmdirektorin. Seit 2004 ist Gerda Hollunder wieder als freie Journalistin tätig.
Gerda Hollunder war Mentorin an der Evangelischen Journalistenschule, von 1995 bis 2008 Mitglied der Hörfunk-Jury, 2004 Jurymitglied für das schönste deutsche Wort und 2008 Jurymitglied des Deutschen Hörspielpreises der ARD.

## Auszeichnung
- 1998: Hedwig-Dohm-Urkunde des Journalistinnenbundes

## Werke
- Gleichberechtigung. Bundeszentrale für politische Bildung. Bonn, 1980.
- Gerda Hollunder, Luc Jochimsen, Heike Mundzeck, Carola Stern: Was haben die Parteien für die Frauen getan? Rowohlt, Reinbek bei Hamburg 1982, ISBN 3-499-14006-3.
- Gerda Hollunder, Friedhelm Schwarz, Ruth E. Schwarz und Joachim Umbach: Wie wird man eigentlich Journalist? In: Claudia Mast (Hrsg.): Handbuch der Journalistenausbildung. Verlag Rommerskirchen, 1996.